# Талисманы зимних Олимпийских игр 2006
Неве и Глиц — официальные талисманы XX Зимних Олимпийских Игр 2006 года, проходивших в Турине, Италия.
Для выбора талисмана оргкомитет зимних игр в Турине (TOROC) провёл конкурс, в котором приняли участие 237 заявок. После окончания конкурса 20 мая 2003 года были отобраны 5 финалистов, которых оценивали международное жюри, выбранное комитетом. Победителем стал португальский художник-дизайнер Педро Альбукерке (порт. Pedro Albuquerque). Талисманы были представлены 28 сентября 2004 года.

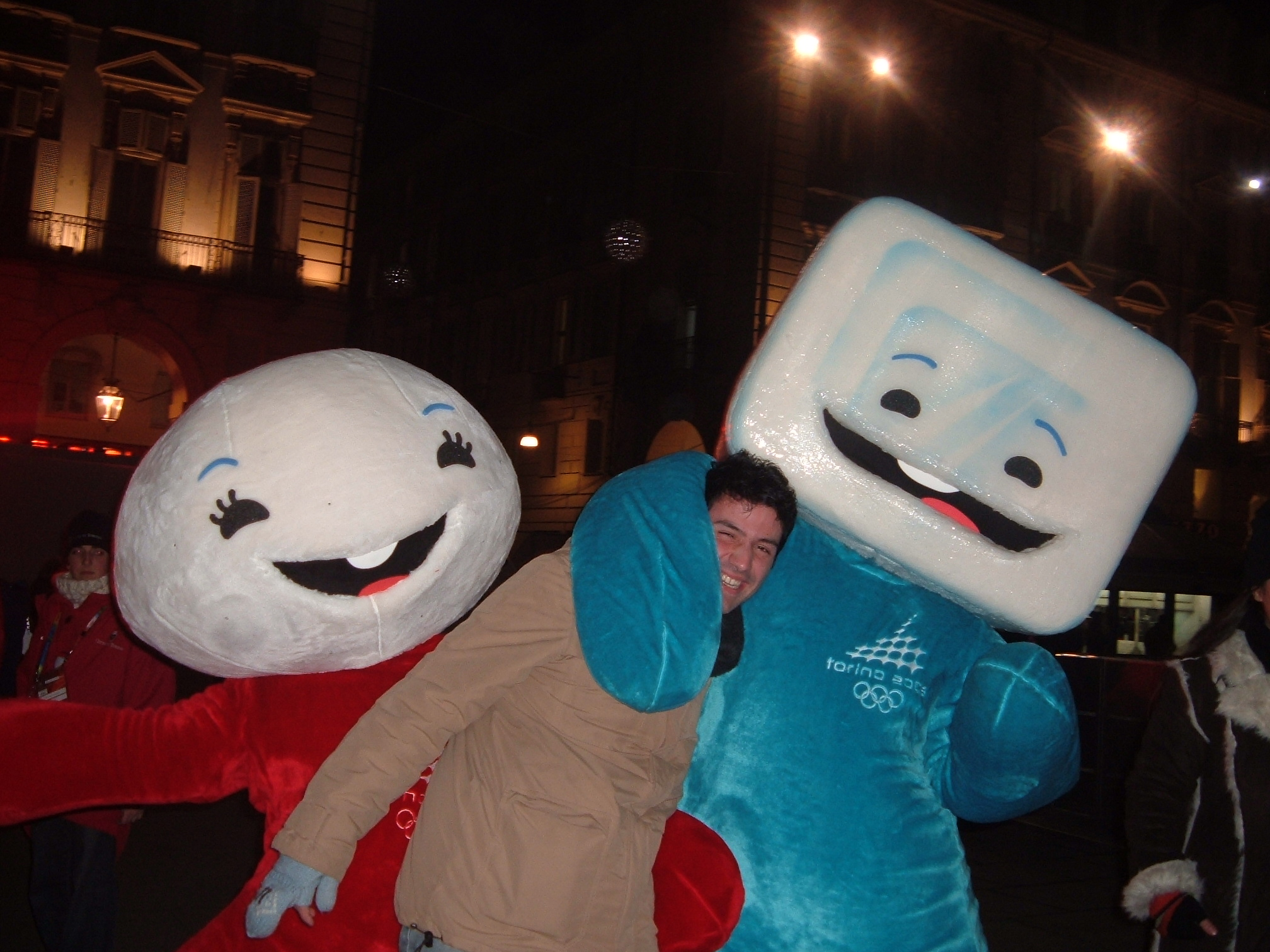
Неве и Глиц.

Оба талисмана представляют собой два обязательных атрибута зимних видов спорта: снег и лёд. Неве (от итал. Neve «снег»; в некоторых источниках Нив, вероятно по аналогии с англ. транскрипцией) — девочка-снежок в красном комбинезоне, олицетворяет собой мягкость и изящество. Глиц (Gliz сокр. от итал. Ghiaccio «лёд») — угловатый мальчик кубик-льда в синем спортивном костюме, символизирует мощь и силу участников. По замыслу создателей Неве и Глиц должны были дополнять друг друга и олицетворять то, чем является зимняя Олимпиада — состязанием в снежно-ледовых дисциплинах. В истории Игр данные талисманы были первыми (и до 2010 года единственными) неодушевлёнными персонажами.

Для Зимних Паралимпийских Игр 2006 года TOROC заказали Альбукерке новый символ, который бы имел общие черты с уже существующими Неве и Глиц. Так появилась снежинка Астер (англ. Aster), которая должна была передавать идеалы паралимпийских-спортсменов: страсть и мужество. Как правило, она была отмечена зелёным цветом, и при появлении на публике Неве, Астер и Глиц повторяли цветовую гамму символа паралимпийских игр в Турине. Так же благодаря своей особой форме, Астер показывала, что способна преуспеть во всех направлениях, во всех дисциплинах паралимпиады.